# Microlenecamptus albonotatus
Microlenecamptus albonotatus är en skalbaggsart som först beskrevs av Maurice Pic 1925.  Microlenecamptus albonotatus ingår i släktet Microlenecamptus och familjen långhorningar.
Artens utbredningsområde är Laos. Inga underarter finns listade i Catalogue of Life.